# Fram Mesa
Die Fram Mesa ist ein hoher, eisbedeckter Tafelberg von rund 16 km Länge und zwischen 2 und 5 km Breite, der das nordöstliche Ende des Nilsen-Plateaus im Königin-Maud-Gebirge bildet. 
Vermutlich wurde er bereits bei der Südpolexpedition (1910–1911) des norwegischen Polarforschers Roald Amundsen gesichtet. Eine grobe Kartierung folgte im Rahmen der ersten (1928–1930) und der zweiten Antarktisexpedition (1933–1935) des US-amerikanischen Polarforschers Richard Evelyn Byrd. Durch Vermessungsarbeiten des United States Geological Survey und mithilfe von Luftaufnahmen der United States Navy erfolgte die detaillierte kartografische Erfassung in den Jahren zwischen 1960 und 1964. Das Advisory Committee on Antarctic Names benannte den Berg 1967 nach Amundsens Expeditionsschiff Fram. 